# WCW世界TV王座
WCW世界TV王座（WCW World Television Title）は、かつてアメリカ合衆国のプロレス団体であるWCWが管理、認定していた王座。本項目では前身のNWAミッドアトランティックTV王座、NWA世界TV王座についても記述している。

## 概要

### NWA時代
1974年、NWAのジム・クロケット・プロモーションズ（ミッドアトランティック・チャンピオンシップ・レスリング / 略称：MACW）で創設されたNWAミッドアトランティックTV王座を前身とする。MACWにおけるTV番組用のタイトルとして、トーナメントの決勝でオレイ・アンダーソンを破ったダン・ミラーを初代王者に、イワン・コロフ、ポール・ジョーンズ、アンジェロ・モスカ、ミスター・レスリング、リック・フレアー、グレッグ・バレンタイン、ルーファス・ジョーンズ、リッキー・スティムボート、バロン・フォン・ラシク、ジョニー・ウィーバー、マスクド・スーパースター、ロディ・パイパー、ロッキー・ジョンソン、ジミー・バリアント、ロン・バス、ジョー・ルダック、レロイ・ブラウン、マイク・ロトンド、ディック・スレーター、ザ・グレート・カブキなどの強豪が戴冠している。
1980年代中盤、MACWオーナーのジム・クロケット・ジュニアはビンス・マクマホン・ジュニアのWWFの全米侵攻に対抗し、NWA会長への2度目の就任を果たすとNWA世界ヘビー級王者のリック・フレアーを独占、同時期にジョージア地区、後にセントラル・ステーツ地区やフロリダ地区を吸収合併するなど、NWAでの勢力を拡大していった。こうした経緯もあり、ミッドアトランティックTV王座は1985年3月にNWA世界TV王座と名称を変更、タリー・ブランチャードから王座を奪取したダスティ・ローデスが初代王者となった。
NWA世界選手権となった後は、主にMACWのテレビ番組『ワールド・チャンピオンシップ・レスリング』内で争われ、アーン・アンダーソン、リック・スタイナー、ニキタ・コロフらが王者となったが、間もなくMACWも経営が悪化し、最終的にジム・クロケット・ジュニアはテッド・ターナーに団体を売却することとなった。

### WCW時代
MACWがテッド・ターナーに売却され、番組名を冠したワールド・チャンピオンシップ・レスリング（WCW）と団体名が改称されてからもNWA世界TV王座の名称を用い、スティングやグレート・ムタが戴冠したが、1991年にWCWはNWAを脱退、MACW時代から引き継いでいた世界ヘビー級王座、世界タッグ王座、USヘビー級王座と共に、TVタイトルの名称もWCW世界TV王座と変更された。
主に中堅クラスのレスラーによって争われるタイトルとして扱われ、歴代王者には若手時代のスティーブ・オースチンをはじめ、ボビー・イートン、バリー・ウインダム、リッキー・スティムボート、スコット・スタイナー、ポール・オーンドーフ、ロード・スティーブン・リーガル、ラリー・ズビスコ、ジョニー・B・バッド、ダイヤモンド・ダラス・ペイジ、レックス・ルガー、ウルティモ・ドラゴン、アレックス・ライト、ディスコ・インフェルノ、ペリー・サターン、ブッカー・T、リック・マーテル、クリス・ベノワ、デイブ・フィンレイ、クリス・ジェリコ、コナン、リック・スタイナーなどが名を連ねている。
1999年11月29日、当時の王者スコット・ホールによってベルトがゴミ箱に投げ捨てられ一時封印。2000年2月16日、ゴミ箱の中からベルトを発見したジム・ドゥガンを王者として復活したが、4月10日にWCW幹部のエリック・ビショフとビンス・ルッソによって全王座が空位となり、2001年3月にWCWがビンス・マクマホンのWWFに買収されると共に再び封印された。